# Adaptogène

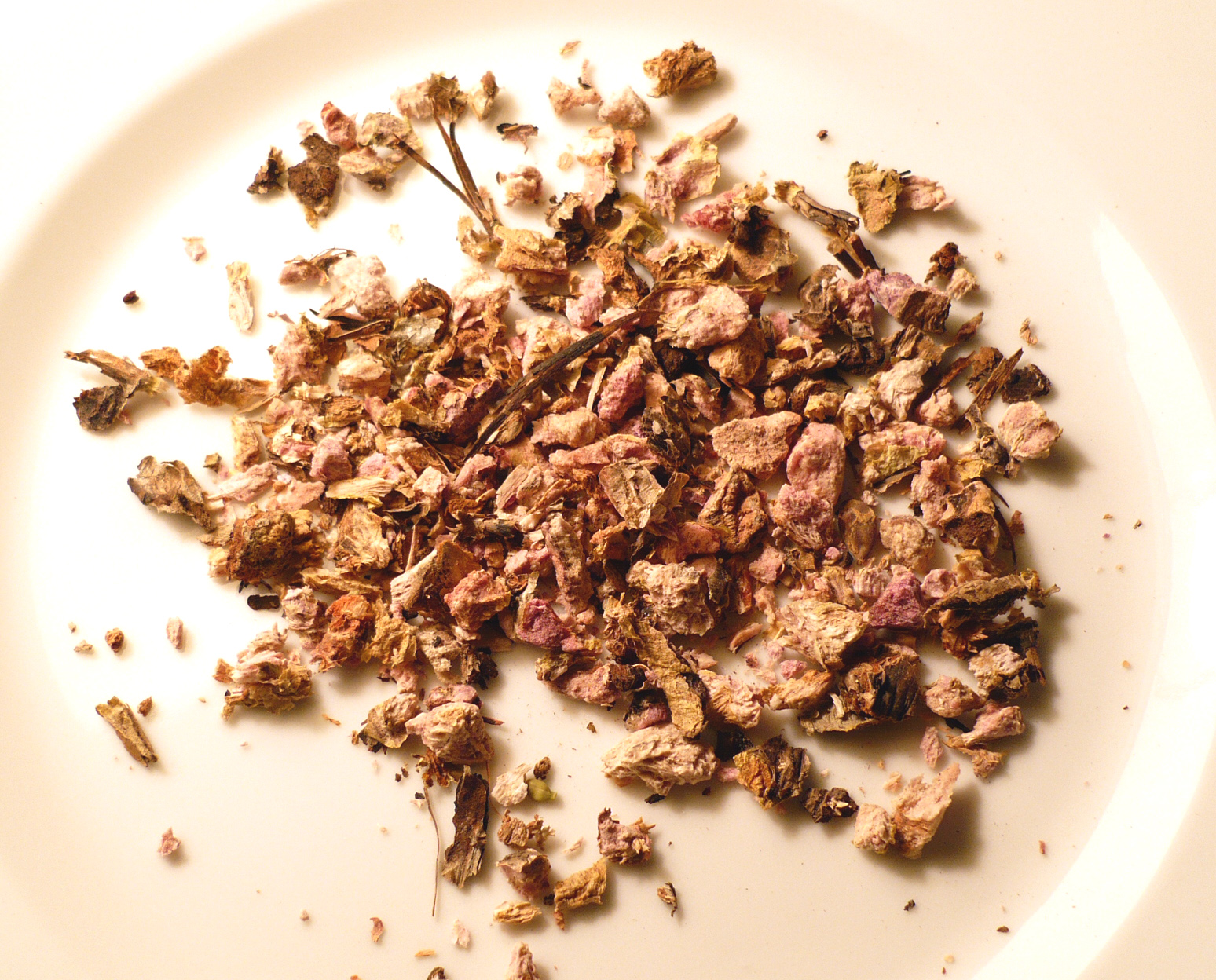
Racine de Rhodiola rosea séchée.

Une plante dite "adaptogène" est une plante supposée augmenter la capacité du corps à s’adapter aux différents stress, quels que soient ces stress.
On attribue ce concept à un toxicologue russe, Nicolaï Lazarev (ru), qui cherchait à définir le type d'action de plantes comme le ginseng en 1947,. Selon ce concept, une substance adaptogène accroîtrait de manière générale (non spécifique) la résistance de l'organisme aux divers stress qui l'affectent. Un adaptogène exercerait une action normalisatrice non spécifique sur de nombreux organes ou fonctions physiologiques.
D'après l'Agence européenne des médicaments, bien que de nombreuses recherches aient été réalisées depuis plus de 50 ans, l'existence et les effets des plantes adaptogènes n'ont jamais été démontrés, de sorte que l'utilisation de ce terme est interdite dans le cadre du marketing dans l'Union Européenne.
Le terme adaptogène est un terme marketing, qui ne correspond pas à la médecine fondée sur les faits, les études en la matière étant insuffisantes pour démontrer un quelconque effet,.